# 雨後的黃色
《雨後的黃色》一首為馬林巴琴而寫成的獨奏曲，由前洛杉磯愛樂樂團首席敲擊樂演奏家米謝爾·彼特斯於 1971 年創作。米謝爾·彼特斯接受訪問時提出《雨後的黃色》是為他的敲擊樂學生而創作的，當時米謝爾·彼特斯無法為學生找到學習如何利用四枝琴棍演奏馬林巴琴有趣而動聽的教材。

《雨後的黃色》仍然是美國各間大學音樂系敲擊樂面試中最多考生演奏的馬林巴琴曲目之一。

英國皇家音樂學院聯合委員會、倫敦聖三一學院及倫敦音樂學院的敲擊樂考試中亦有將《雨後的黃色》納入為可供考生演奏的樂曲之一。